# Distretto di Benchalak
Il distretto di Benchalak (in thailandese: เบญจลักษ์) è un distretto (amphoe) della Thailandia, situato nella provincia di Sisaket.